# Mohammad Ahsan
Mohammad Ahsan (Palembang, 7 settembre 1987) è un giocatore di badminton indonesiano.

## Palmarès

### Mondiali
- 4 medaglie:
  - 2 ori (Canton 2013 nel doppio maschile; Giacarta 2015 nel doppio maschile)
  - 1 argento (Glasgow 2017 nel doppio maschile)
  - 1 bronzo (Londra 2011 nel doppio maschile)

### Sudirman Cup
- 3 medaglie:
  - 3 bronzi (Canton 2009 nel misto; Qingdao 2011 nel misto; Dongguan 2015 nel misto)

### Thomas Cup
- 4 medaglie:
  - 2 argenti (Kuala Lumpur 2010; Kunshan 2016)
  - 2 bronzi (New Delhi 2014; Bangkok 2018)

### Giochi asiatici
- 3 medaglie:
  - 1 oro (Incheon 2014 nel doppio maschile)
  - 2 bronzi (Canton 2010 nel doppio maschile; Canton 2010 a squadre)

### Campionati asiatici
- 1 medaglia:
  - 1 argento (Wuhan 2015 nel doppio maschile)

### Universiadi
- 1 medaglia:
  - 1 bronzo (Bangkok 2007 nel misto)

### Giochi del Sud-Est asiatico
- 4 medaglie:
  - 3 ori (Vientiane 2009 a squadre; Giacarta 2011 nel doppio maschile; Giacarta 2011 a squadre)
  - 1 bronzo (Vientiane 2009 nel doppio maschile)